# Amenemhet II.
Amenemhet II., auch Amenemhat II., regierte etwa von 1877/76–1843/42 (1914–1879/76) v. Chr. als altägyptischer König (Pharao) der 12. Dynastie (Mittleres Reich) gemeinsam mit seinem Vater. Im Königspapyrus Turin ist seine Gesamtregierungsdauer verloren, jedoch ist aus anderen Quellen bekannt, dass er seinen Sohn Sesostris II. nach 31 Jahren mit Beginn des 32. Regierungsjahres am 1. Achet I zu seinem Mitregenten machte. Danach fehlen Vermerke über eine fortgesetzte Mitregierung.

## Herkunft
Amenemhet II. war der Sohn seines Vorgängers Sesostris I. und dessen Frau Neferu. Er wird wohl schon als Königssohn Ameny im Grab des Gaufürsten Amenemhet genannt. Seine eigene Gemahlin ist unbekannt, doch ist in letzter Zeit die Königsgemahlin Senet vorgeschlagen worden, die von zwei Statuen bekannt ist und sonst keinem Herrscher zugeordnet werden kann. Chnumet und Ita, die bei seiner Pyramide bestattet wurden, sind bisher als seine Töchter angesehen worden. Die Frauen datieren aber wohl unter Amenemhet III., so dass es offenbleiben muss, ob sie seine Töchter waren. Sesostris II. ist sein Sohn und sein Nachfolger.

## Herrschaft
Aus seiner Regierungszeit stammt ein großer Annalenstein, der sich in Memphis fand und uns über diverse Ereignisse zu Beginn seiner Regierungszeit unterrichtet. So erfährt man von einem Feldzug nach Südpalästina, in dessen Verlauf zwei Städte zerstört wurden. Die Ankunft diverser ausländischer Delegationen wird vermerkt und Schenkungen an diverse Tempel nehmen einen breiten Raum ein.
Nachweisbar sind Handelsbeziehungen mit Kreta und dem Libanon sowie im 28. Jahr eine Expedition nach Punt.
Wesire des Herrschers waren Sesostris und Ameny. Verschiedene Schatzmeister sind belegt, davon ist vor allem Saiset zu nennen, der ein großes Grab bei der Pyramide des Königs in Dahschur hatte. Merykau leitete eine Expedition in die Ostwüste. Cheperkare war Obervermögensverwalter.
Auch Amenemhet II. machte seinen Sohn Sesostris II. vor seinem Tod zum Mitregenten.

## Bautätigkeit
Es ist nur wenig zur Bautätigkeit von Amenemhet II. bekannt. In Hermopolis errichtete er ein Tor vor dem dortigen Tempel. Aus dem Annalenstein erfährt man von seiner Bautätigkeit im Delta. Auf Stelen aus Abydos wird von einem Tempel berichtet, der aber sonst nicht mit Sicherheit lokalisiert werden kann. Er begann mit dem Bau des parallel zum Nil verlaufenden Bahr Yusuf (Josefs-Kanals) und mit der Nutzung des Fayyum als landwirtschaftlicher Fläche.

### Grabmal
Amenemhet II. errichtete seine Pyramide auf dem Gräberfeld von Dahschur, die sogenannte Amenemhet-II.-Pyramide, auch Weiße Pyramide. Sie liegt in der Nähe der Roten Pyramide des Snofru.

### Weitere Gräber
Im Pyramidenbezirk befinden sich die Gräber der Königstöchter 'Ita und Chnumit, bekannt für die Schmuckstücke, die Jacques de Morgan 1895 dort fand.
Auch die Gräber des Prinzen Amenemhet-Anch und der Prinzessinnen Itiueret und der Dame Sit-Hathor-meret erforschte de Morgan. Die Ausgrabungen erfolgten nur sehr oberflächlich, und so gehört dieser Komplex heute zu den schlecht dokumentierten Pyramiden (Aufweg und Taltempel noch unerforscht).